# Gräberfeld von Neumarkt an der Ybbs

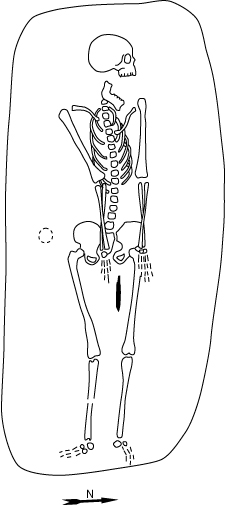
Karolingerzeitliche Bestattung von Neumarkt an der Ybbs, Grab 29 mit Messer, Feuerschläger und Feuersteinen (Grafik G. Melzer).

Das Gräberfeld von Neumarkt an der Ybbs, auch Gräberfeld Haidenschaft genannt, wurde im Rahmen von Rettungsgrabungen des österreichischen Bundesdenkmalamtes geborgen. Fundstücke, Grabrekonstruktionen und Informationstafeln sind im Schul- und Heimatmuseum Neumarkt an der Ybbs ausgestellt.

## Geographische Lage
Neumarkt an der Ybbs liegt im Westen Niederösterreichs, knapp südlich der Donau. Das Gräberfeld befand sich im Norden des heutigen Ortskernes.

## Fundgeschichte
1961 wurden aufgrund von Schotterabbautätigkeiten Skelettreste und Artefakte entdeckt und dem Bundesdenkmalamt gemeldet. Die Rettungsgrabung führte Gustav Melzer durch. Er deckte 45 Körpergräber der Grabgruppe A auf. 1997 wurden wieder durch den anhaltenden Schotterabbau Grabreste gefunden. Die sofort eingeleitete Rettungsgrabung leitete Franz Sauer. 1997 und 2000 wurden 91 Bestattungen und zahlreiche Siedlungsreste der Grabgruppe B dokumentiert. Ein Zusammenhang zwischen den beiden 200 Meter voneinander entfernten Gräberfeldteilen konnte nicht festgestellt werden, ist aber möglich.

## Datierung
Aufgrund der Lage der Skelette und der Beigaben konnten von den Gräbern der Grabungsgruppe A 38 Bestattungen in die beginnende Frühbronzezeit und acht in die Karolingerzeit datiert werden. Bei der Grabung Sauer der Grabgruppe B handelt es sich um Bestattungen der späten Frühbronzezeit bzw. der beginnenden Mittelbronzezeit, was aufgrund der Trachtbestandteile feststellbar war.

## Kulturelle Zuordnung

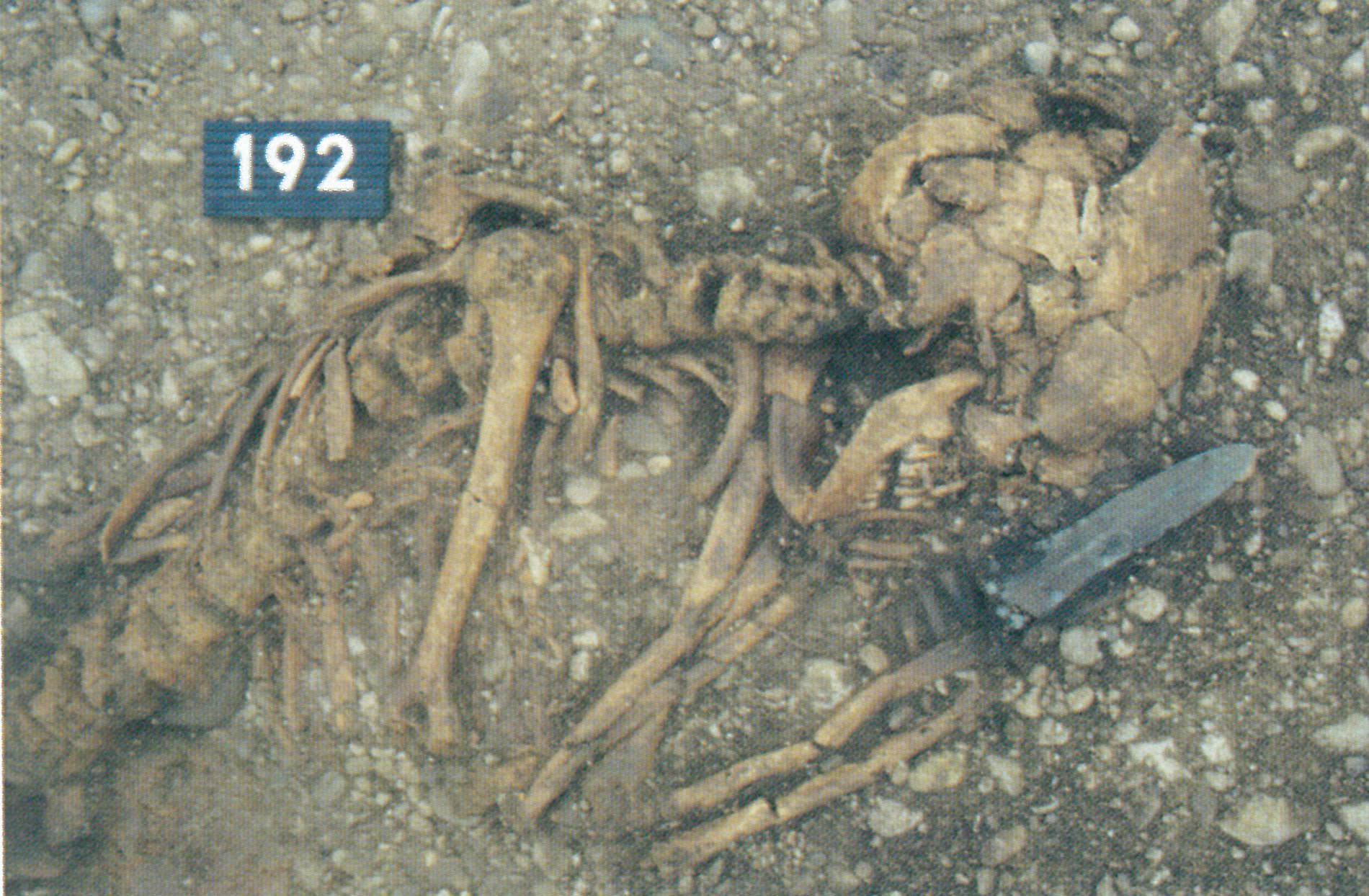
Neumarkt an der Ybbs, Grab 192: Dem Toten wurde vor 3500 Jahren ein Dolch aus Bronze mitgegeben.

Das Gebiet südlich der Donau und westlich des Wienerwaldes wird in der Frühbronzezeit von der Unterwölblinger Kulturgruppe besiedelt. Auch dieses Gräberfeld kann wegen der Bestattungssitte und des Fundmaterials der Unterwölblinger Kulturgruppe zugeordnet werden. Die Toten liegen in seitlicher Hockerlage, Männer mit dem Kopf im Norden, Frauen mit dem Kopf im Süden, beide mit Blick nach Westen. Die Toten tragen Schmuck und werden mit Speise- und Trinkbeigaben ausgestattet. Am Ende der Frühbronzezeit verändert sich diese Tradition und es werden keine Speisen und Getränke mehr mitgegeben. Diese Endphase wird als Böheimkirchner Gruppe der Věteřov-Kultur bezeichnet. Das nächstgelegene vergleichbare Gräberfeld war Gemeinlebarn F im Traisental.

## Grabgruppe A

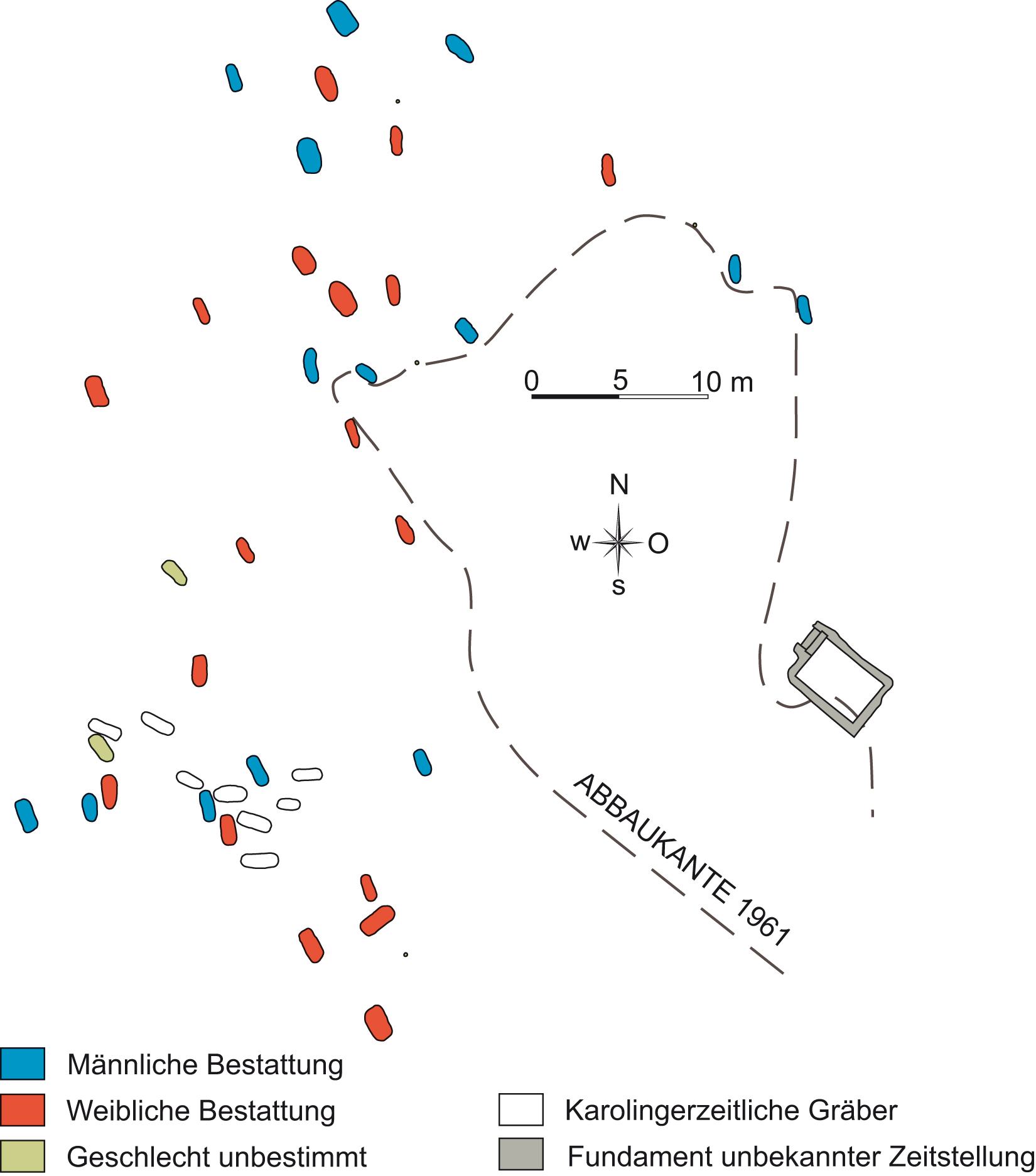
Neumarkt an der Ybbs Grabgruppe A (Grafik G. Melzer, F. Siegmeth).

Die Grabgruppe A bestand aus 45 Körpergräbern, die von Gustav Melzer 1961 dokumentiert wurden. Von diesen Gräbern stammen 38 aus der Frühbronzezeit, acht weitere Gräber entstanden während der Karolingerzeit.

### Frühbronzezeitliche Gräber
In den frühbronzezeitlichen Gräbern wurden neben den sterblichen Überresten der Toten Keramikgefäße, Schmuck, Werkzeuge und Waffen gefunden. Am Beginn der Frühbronzezeit bestehen noch viele Praktiken, die aus der Jungsteinzeit bekannt sind und erst allmählich macht sich der Gebrauch des neuen Materials im Alltag erkennbar. So wurde bereits im Jahr 1962, also sofort nach der Bergung bei den durchgeführten metallurgischen Analysen festgestellt, dass 75 Prozent der Metallartefakte aus Kupfer bestehen, also noch nicht durch Beigabe von Zinn zu Bronze legiert wurde. Dieses Verfahren, das das Metall leichter verarbeitbar, härter und goldfarben machte, setzte sich erst nach und nach durch. Vorab wurden die Toten mit aus Schneckengehäusen, Dentalien, Muscheln und Knochen gefertigtem Schmuck ausgestattet, die nur durch wenige aus Kupferdraht hergestellte Objekte ergänzt wurden.

### Fundstücke
So wurden beispielsweise Dentalien mittels Kupferspiralröllchen verbunden und zu einer Halskette geformt. Runde oder dreieckige Knochenplättchen wurden gelocht und aufgefädelt. Eine Art des Kopfschmuckes bei Frauen und Männern war der Noppenring, wobei ein Stück Draht zu einer kleinen, flachen Spirale zusammengedreht und diese zu einem Ring gebogen wurde. Damit konnten die Haare in Strähnchen zusammengehalten werden. Nadeln wurden zum Verschließen der Kleidung benutzt. Hier wurde die Knochennadel von der Metallnadel abgelöst. Einfallsreich wurde dafür der gegossene Draht so gebogen, dass möglichst das glänzenden Metalls sichtbar war und eine Befestigung des Nadelkopfes mit einer Schnur ermöglichte – mehr als 1000 Jahr später sollte daraus die Fibel entstehen. In Neumarkt wurden Hülsenkopf-, Schleifenkopf- und Ruderkopfnadeln benutzt. Als reich zu bezeichnende Tote trugen darüber hinaus Armreife und um den Hals Ösenhalsringe, die sowohl als Schmuckstück als auch als Barren im Sinne einer prämonetären Funktion bekannt waren. Kupferdolche lösten den bisher gebräuchlichen Dolch aus Feuerstein ab, wie er noch von Ötzi verwendet wurde. Die uns bekannte Speisegabel gab es noch nicht, dafür konnte eine mit Holz oder Knochen geschäftete Metallspitze – ein Pfriem – verwendet werden, sofern das Gerät nachgewiesenermaßen in einem Essgeschirr mit Fleisch – respektive den erhaltenen Knochen – im Grab gefunden wurde. Liegt es dagegen als persönlicher Gegenstand beim Toten, zum Beispiel in Gürtelnähe, handelte es sich um ein Universalwerkzeug.
Die Toten wurden mit Speise und Trank für ihre Reise ins Jenseits versorgt. Davon blieben die Keramikgefäße im Boden erhalten. Wie für diese Zeitepoche und Region üblich, wurden dafür Töpfchen und Schüsseln verwendet.

### Grab 36
Besondere Beachtung soll dem Grab 36 beigemessen werden. Hier wurde eine 20- bis 30-jährige Frau begraben, die nicht nur durch die Vielzahl an Schmuckstücken aus den übrigen Gräbern hervorragt. Sie trug zwei Ösenhalsringe und einen gelochten Bärenzahn um den Hals und befestigte die Kleidung mit zwei Kupfernadeln. Am Rücken wurden Blechröhrchen gefunden, die darauf schließen lassen, dass damit die Haare bzw. ein Kopf-Schulterumhang der Toten verziert war. Die Trachtausstattung mit einem Tierzahn und dem so genannten Kopf-Rücken-Schmuck ist in dieser Region unüblich. Sie weist auf einen Kontakt in das heutige Gebiet des Banats. Es bestanden Beziehungen zwischen diesen beiden Bevölkerungsgruppen, die durch die Donau verbunden waren. Ob diese Frau „Prinzessin“, Händlerin oder Gefangene war, konnte bisher noch nicht geklärt werden.

## Frühmittelalterliche Gräber
Es wurden acht frühmittelalterliche Körpergräber aus dem 9. Jahrhundert entdeckt. Sie unterschieden sich in ihrer Ausführung auffallend von den älteren Bestattungen. Die Toten wurden in west-östlicher bis nordwest-südöstlicher Richtung in rechteckigen Grabgruben beigesetzt. Sie lagen am Rücken in Holzsärgen. Neben dem Kopf oder Füßen konnte ein Tongefäß stehen. Schmuck wurde nur in einem Grab gefunden, wobei es sich um dünne Drahtohrringe handelte. Ein anderer Toten nahm sein Messer, Feuerschläger und Feuersteine mit ins Grab. Hier wurde auch das Fragment eines damals noch seltenen grün-blauen Glasgefäßes dokumentiert. Die Tradition, Tote mit Beigaben zu beerdigen, wurde von nicht-christlicher Bevölkerung praktiziert.

## Der Grafiker Gustav Melzer
Gustav Melzer, der die Grabung 1961 mit Helfern durchführte, hinterließ die von ihm angefertigte archäologische Befunddokumentation. Er zeichnete die Gräber mit deren Inhalt vor Ort in ein Skizzenbüchlein, fertigte daraus eine verbale Grabbeschreibung und Reinzeichnungen in einem A5-Schulheft an. Abschließend zeichnete er die Gräber in Tusche auf Transparentpapier als Grundlage für den geplanten Druck. Er entwickelte dabei seinen Stil der Grabzeichnung, besonders bei der Darstellung von Skeletten. Seine Zeichnungen sind nicht als reale, naturalistische Abbildung zu verstehen. Er fertigte vielmehr die Fundumstände symbolisch ab, wobei es ihm vor allem darum ging festzuhalten, wie das Skelett in der Grabgrube lag und wo die Fundgegenstände aufgefunden wurden. Durch die vereinfachte, schematische Darstellung wirken seine Skelett nahezu wie Comicfiguren. Die Entwicklung eines persönlichen Kunststils von Befundzeichnungen ist beispielsweise auch bei Ladislaus Kmoch zu beobachten. Originalzeichnungen seiner archäologischen Dokumentation aus dem Raum Bisamberg befinden sich heute in der Studiensammlung des Institutes für Urgeschichte und Historische Archäologie, Wien.

## Grabgruppe B

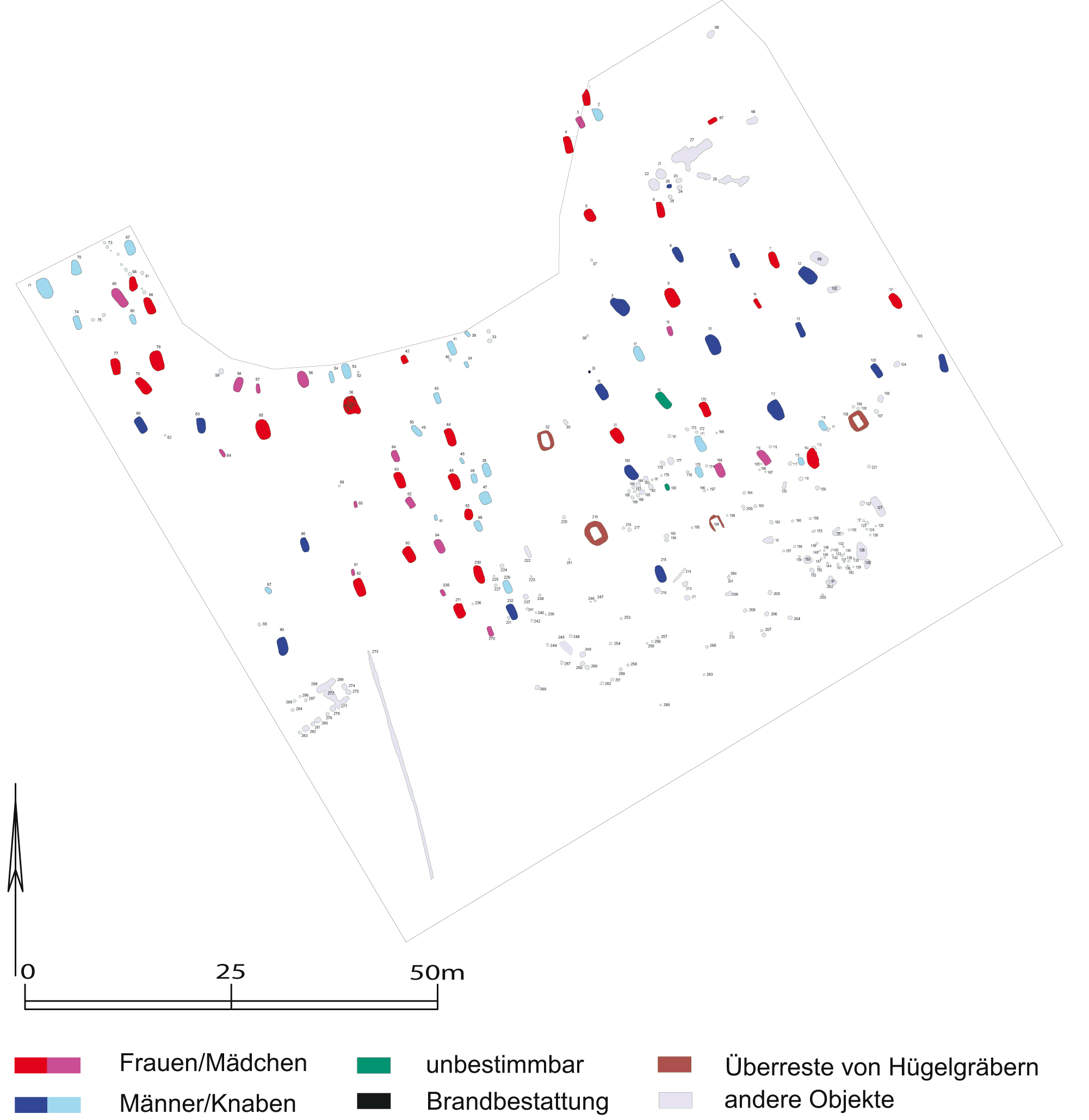
Grabgruppe B von Neumarkt an der Ybbs (Grafik F. Siegmeth).

Das Grabungsareal von 1997/2000 umfasste die Grabgruppe B mit 91 Bestattungen, einem vermutlich dazugehörenden Hausgrundriss sowie im südlichen Bereich des Gräberfeldes Siedlungsspuren der Eisenzeit.
Die Gräber der Grabgruppe B werden an das Ende der Frühbronzezeit gestellt und der Böheimkirchner-Gruppe der Věteřov-Kultur zugeordnet.
In 89 Gräbern wurden die Toten wie zuvor in der Unterwölblinger Kulturgruppe geschlechtsdifferenziert Richtung Nord-Süd bestattet. Wieder lagen Männer mit dem Kopf im Norden und Frauen mit dem Kopf im Süden, beide blickten nach Osten. Geschlecht und Alter der Skelette wurden durch die morphologische Untersuchung der Anthropologen festgehalten. Unter Berücksichtigung archäologischer und anthropologischer Ergebnisse konnten 28 Frauen- und 17 Männergräber erkannt werden. Im Gegensatz zur Grabgruppe A wurden in der Grabgruppe B auch Kinderbestattungen dokumentiert. Von 42 unter 12-Jährigen waren 17 Mädchen und 25 Knaben, die aufgrund ihrer Lage im Grab als solche angesprochen werden. Ein Mann im Alter von 30–50 Jahren wurde aus heute nicht mehr nachvollziehbaren Gründen vor der Bestattung verbrannt und nur der Leichenbrand in Form kleiner Knochenteilchen in eine Grube geschüttet. Ebenfalls als Sonderbestattung kann eine Schädeldeponie bezeichnet werden, die sich am Rande des Grabungsareales befand.
Besonders hervorzuheben ist der Umstand, dass die größte Zahl der Gräber unberührt die Jahrtausende überstanden haben. Nur bei 18 % der Gräber sind nachträgliche Eingriffe nachweisbar. Im zeitgleichen Gräberfelder von Gemeinlebarn F sind es 96 %. Dadurch sind aus dem Gräberfeld von Neumarkt an der Ybbs detailliertere Informationen über den Umgang mit den Toten möglich.

### Fundstücke
| Ansprache   | Stück |
| Nadeln      | 86    |
| Armreife    | 43    |
| Armreife    | 11    |
| Dolche      | 4     |
| Beile       | 3     |
| Gürtelhaken | 3     |
| Anhänger    | 1     |
| Pfriem      | 1     |

Im Laufe der Frühbronzezeit veränderte sich die Bestattungstradition, so dass sich im Grab nun keine Keramikgefäße mehr befinden. Der Tote wird in seiner Tracht mit etwaigen Waffen oder Werkzeugen niedergelegt, die wir heute finden, sofern sie aus einem dauerhaften Material beschaffen waren. Vergängliche Materialien wie Stoff, Leder, Holz usw. bleiben nur bei günstigsten Bodenverhältnissen unter Luftabschluss, in absoluter Trockenheit oder unter dem Gefrierpunkt erhalten. Diese Materialien werden bei archäologischen Untersuchungen unter Wasser, in der Wüste oder im Eis geborgen. Im Gräberfeld von Neumarkt an der Ybbs bestehen alle Fundstücke aus Bronze.
Die Toten wurden in ihre Totentracht gekleidet, die bei Frauen mit zwei Nadeln, bei Männern mit einer Nadel jeweils im Schulterbereich verschlossen wurde. Zu dieser Zeit waren schrägdurchlochte Kugelkopfnadeln modern. Fast alle Toten bis auf wenige Ausnahmen trugen diesen Nadeltyp. Neben dem Kleiderverschluss wurde auch Schmuck und Waffen bei den Toten gefunden. Frauen waren mit Armreife geschmückt. Eine bisher nur aus dem Gräberfeld Neumarkt an der Ybbs bekannte Ausführung ist der Doppelte Armreif. Kinder sind genauso wie ihre Mütter mit Nadeln und Armreife geschmückt, darüber hinaus trugen sie kleine Ohrring. Wenige Männer nahmen nachweislich ihren Dolch oder ein Beil mit ins Grab. Da die meisten gestörten Gräber Männerbestattungen sind, ist anzunehmen, dass diese schweren Metallgegenstände oft sekundär entnommen wurden. Besondere Artefakte sind der Anhänger Typ Včelince und die Rondellnadel Typ Franzhausen. Zusammengefasst zeigen die Fundstücke, die sowohl auf regionale als auch auf internationale Metallverarbeitung hinweisen, einerseits auf einen großen Handelsraum andererseits auch eine eigenständige Handwerksentwicklung auf.

### Krankheiten in der Frühbronzezeit

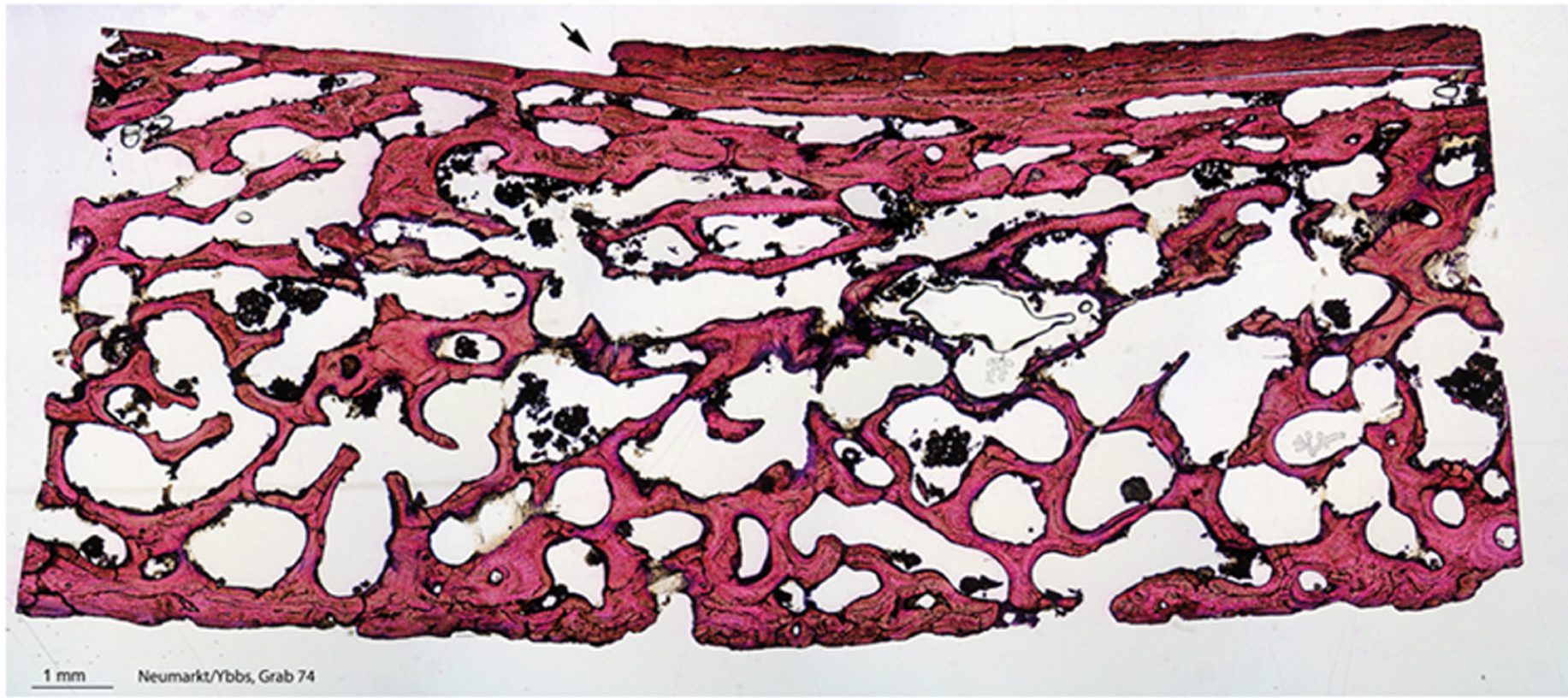
Grab 74, Dünnschliff vom Schädelknochen eines Kindes, verdickt durch Hirnhautentzündung (K. Großschmidt und B. Rendl 2013–2014, Abb. 2, Mitte, siehe Pfeil).

Nach 3500 Jahre sind von den Toten nur noch die Skelette erhalten, alle Weichteile sind vergangen. Durch Krankheit oder Verletzung entstandene Spuren am Knochen können heute noch erkannt und erklärt werden, da der Knochen die Eigenschaft besitzt sich der jeweiligen Situation der Muskelbeanspruchung anzupassen. Daher wurden auffällige krankhafte Veränderungen mittels Knochendünnschliffen und lichtmikroskopischen Techniken (Makrophotographien, Röntgenbilder, Mikroradiographien) histologisch untersucht. Dabei konnte in Grab 7 ein 25- bis 35-jähriger Mann als einäugig erkannt werden. Er hatte einige Jahre vor seinem Tod durch äußere Einwirkung – im Kampf oder durch einen Unfall – die Sehkraft seines rechten Auges eingebüßt. In Grab 7 lag ein 7-jähriges Kind. Es war mit einer angeborenen Missbildung der Ohren sehr wahrscheinlich u. a. an einer Gehirnhautentzündung gestorben. In Grab 12 wurde ein 40- bis 50-jähriger Mann vorgefunden, dem ein Dolch zu Füßen gelegt worden war. Es konnte nachgewiesen werden, dass dieser Mann durch eine eitrige Entzündung am linken Sprunggelenk bleibend gehbehindert war und sich mit Hilfe einer Krücke unter der Achsel fortbewegte. Offenbar verlor er damit die Fähigkeit seinen Dolch vom an der Hüfte hängenden Gürtel zu gebrauchen, wo er üblicherweise im Grab vorgefunden wird. An einer 20- bis 25-jährigen Frau aus Grab 55 konnten am Schädel sehr wahrscheinlich die Folgen von Metastasen im Frühstadium diagnostiziert werden.

### Grabensemble mit Schädeldeponie
Im nordöstlichen Abschnitt der Grabgruppe B bildete eine Grube mit einem männlichen Schädel das Zentrum eines außergewöhnlichen Grabensembles. Der Schädel war von fünf Baumstämmen umstellt, was an den durch Bodenverfärbungen sichtbar gebliebenen Gruben erkennbar ist. Vermutlich trugen die Baumstämme eine Konstruktion, um die Lage des Schädels im Boden obertägig zu kennzeichnen. Südwestlich und nordöstlich der Schädeldeponie befanden sich Frauengräber, die sich durch ihren Schmuckreichtum von den restlichen Gräbern hervorhoben. Zwischen dem nordöstlichen Grab und der Grube mit dem Schädel befand sich ein Bauwerk mit Steinfundament, wovon die im Boden liegen gebliebenen Bruchsteine zeugen. Über die genau Fundamentform und die Größe des Bauwerks ist heute keine nähere Aussage möglich. Vermutlich war es ein Gebäude und stand mit den zwei reichen Frauengräbern und der Schädeldeponie im Zusammenhang. Natürlich stellt sich die Frage, woher der Schädel des Mannes stammt. Im Gräberfeld gibt es das Grab eines Mannes ohne Schädel. Sein kräftiger Knochenbau würde sehr gut zum hervorragend erhaltenen Schädel passen, was in diesem Fall nur durch eine aDNA-Analyse nachweisbar ist. Die 14-C Datierung des Schädels setzt das Ableben des Mannes um 1500 v. Chr. fest. Offenbar war es zu dieser Zeit Brauch, den Toten durch besondere sekundäre Behandlung des Schädels eine neue Funktion im Bereich der Lebenden zu geben. Für den Schädel aus Neumarkt könnte eine Nutzung wie die der Schädelkalotten aus der Siedlung Böheimkirchen geplant gewesen sein. Die Siedlung wurde ebenfalls von der Böheimkirchner Gruppe der Věteřov-Kultur bewohnt. Dort wurden bei Grabungen 1980 drei bearbeitete menschliche Schädel gefunden, die vom Ausgräber J.-W. Neugebauer als Schädelbecher bezeichnet wurden. Sie sind derzeit im Urgeschichtsmuseum Asparn an der Zaya ausgestellt.

### Zeremonialgebäude

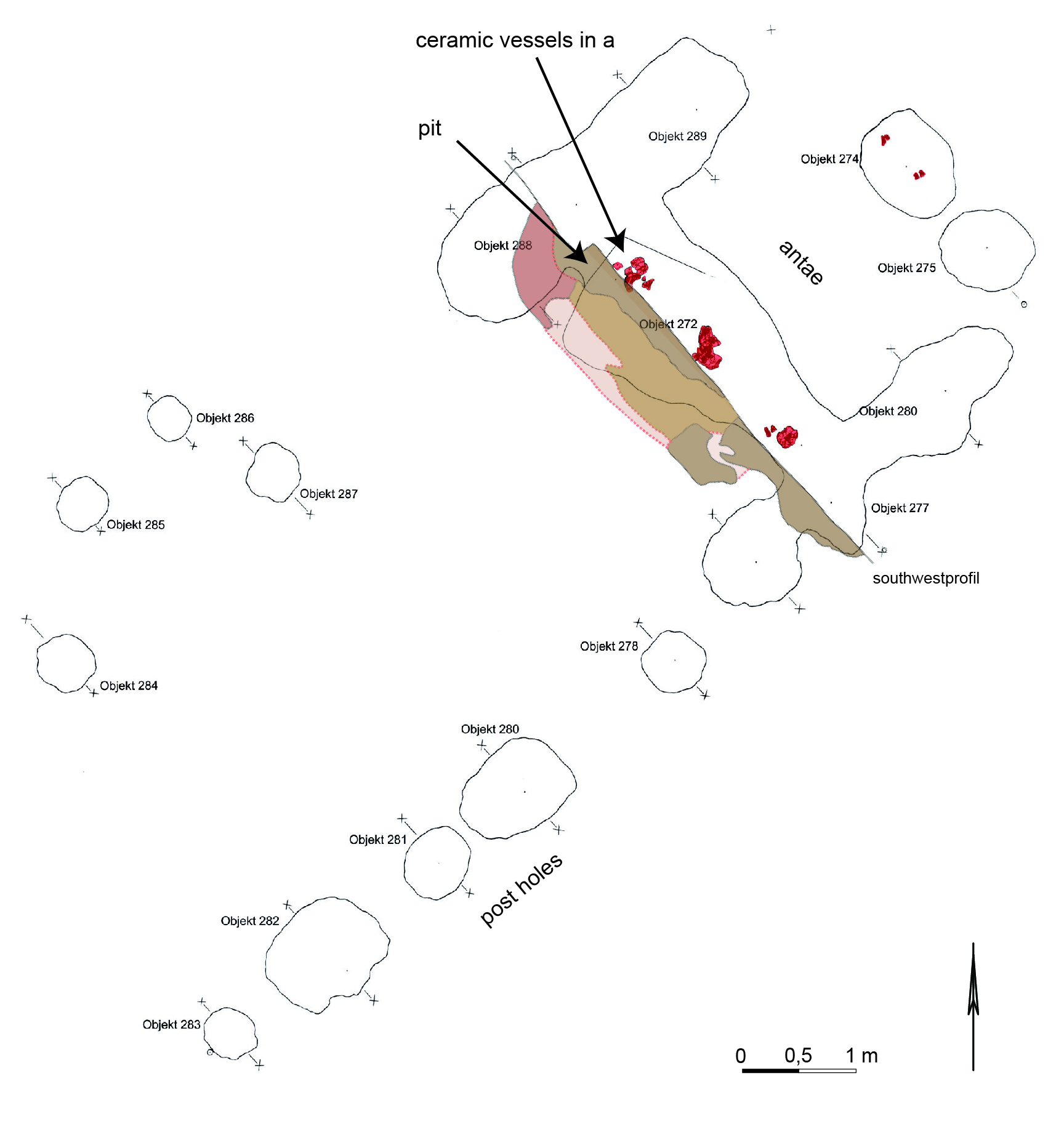
Grundriss des Zeremonialgebäudes (Grafik V. Reiter).

Im West des Grabungsareals befand sich neben der Grabgruppe B ein Gebäude, wovon die lineare Anordnung der Pfostenlöchern erhalten geblieben ist. Die Wände des Hauses bestanden aus mit Lehm verputzten Flechtwerkwänden, die die in die Erde eingegrabenen Pfosten verbanden. Das Haus war lang und schmal und nur das nordöstliche Ende wurde archäologisch untersucht, welches einen Vorbau – eine so genannte Ante – aufwies. Das ist eine Verlängerung der Längswände über die abschließende Breitwand hinaus. Hinter dieser Breitwand, also im Inneren des Hauses, wurde eine Grube entdeckt, in der drei Keramikgefäße standen. Es kann nun vermutet werden, dass dieses Haus als ein zum Gräberfeld gehörendes Zeremonialgebäude diente, in dem Handlungen stattfanden, die vor oder nach der Beerdigung stattfanden. In den Keramikgefäßen befanden sich wahrscheinlich Substanzen (Flüssigkeiten, Kräuter, Rauchwerk, Salben oder ähnliches) die für das Ritual bereitstanden und an ihrem Standort nur für den Ritualausführenden zugänglich waren.

## Dynamisches Erinnerungsorgan vor 3500 Jahren
Das Gräberfeld von Neumarkt an der Ybbs mit der Infrastruktur, wie sie bei der archäologischen Untersuchung dokumentiert wurde, lässt uns heute erahnen, dass der Umgang mit dem Tod vor 3500 Jahren einen wesentlichen Stellenwert im Alltagsleben der Bevölkerung hatte. Der Bestattungsplatz diente nicht nur die sterblichen Überreste der Verschiedenen zu entsorgen, sondern ihnen durch individuelle Behandlung nach dem Tod einen aktiven Platz im Leben der Verbliebenen zu geben, um sie und ihre Taten in Erinnerung zu behalten.